# Сеабра (микрорегион)

Сеабра на карте.

Сеабра (порт. Microrregião de Seabra) — микрорегион в Бразилии, входит в штат Баия. Составная часть мезорегиона Юго-центральная часть штата Баия. Население составляет 254 192 человека (на 2010 год). Площадь — 20 705,508 км². Плотность населения — 12,28 чел./км².

## Демография
Согласно сведениям, собранным в ходе переписи 2010 г. Национальным институтом географии и статистики (IBGE), население микрорегиона составляет:
| Полное население                             | Полное население                             | Полное население                             | Полное население                             | 254 192 |
| -------------------------------------------- | -------------------------------------------- | -------------------------------------------- | -------------------------------------------- | ------- |
| в том числе:                                 | Городское население                          | 131 470                                      | Процент городского населения, %              | 51,72   |
|                                              | Сельское население                           | 122 722                                      | Процент сельского населения, %               | 48,28   |
|                                              | Мужское население                            | 126 455                                      | Процент мужского населения, %                | 49,75   |
|                                              | Женское население                            | 127 737                                      | Процент женского населения, %                | 50,25   |
| Плотность населения, чел/км²                 | Плотность населения, чел/км²                 | Плотность населения, чел/км²                 | Плотность населения, чел/км²                 | 12,28   |
| Население микрорегиона в % к населению штата | Население микрорегиона в % к населению штата | Население микрорегиона в % к населению штата | Население микрорегиона в % к населению штата | 1,81    |

## Статистика
- Валовой внутренний продукт на 2003 год составляет 643 024 824,00 реалов (данные: Бразильский институт географии и статистики).
- Валовой внутренний продукт на душу населения на 2003 год составляет 2512,23 реалов (данные: Бразильский институт географии и статистики).
- Индекс развития человеческого потенциала на 2000 год составляет 0,630 (данные: Программа развития ООН).

## Состав микрорегиона
В составе микрорегиона включены следующие муниципалитеты:
1. Абаира
2. Андараи
3. Барра-да-Эстива
4. Бонинал
5. Бониту
6. Контендас-ду-Синкора
7. Ибикоара
8. Итаэте
9. Жусиапи
10. Ленсойс
11. Мукуже
12. Нова-Реденсан
13. Палмейрас
14. Пиатан
15. Риу-ди-Контас
16. Сеабра
17. Утинга
18. Вагнер